# Salon international de l'automobile de Genève 2017
L'édition 2017 du Salon international de l'automobile de Genève est un salon automobile annuel qui se tient du 9 au 19 mars 2017 à Genève. Il s'agit de la 87e édition internationale de ce salon, inaugurée par le conseiller fédéral Johann Schneider-Ammann et organisé pour la première fois en 1905.

## Présentation

### Voiture de l'année
Pour la sixième fois, le trophée européen de la voiture de l'année (Car of the Year) y a été décerné le 6 mars, la veille de l'ouverture aux journées de presse. C'est le Peugeot 3008 II qui remporte le titre.

### Bilan et fréquentation
Le dimanche 19 mars, la manifestation s'est terminée avec une affluence cumulée sur les 11 jours de 690 000 visiteurs, en hausse de 0,4 % par rapport à l'édition 2016.

## Exposition

### Nouveautés
|                     | Marque                         | Modèle                                                  | Photo |
| ------------------- | ------------------------------ | ------------------------------------------------------- | ----- |
| Première européenne | Alfa Romeo                     | Stelvio                                                 |       |
| Première mondiale   | Alpina                         | B3 S Bi-Turbo                                           |       |
| Première mondiale   | Alpina                         | B4 S Bi-Turbo                                           |       |
| Première mondiale   | Alpina                         | B5 Bi-Turbo                                             |       |
| Première mondiale   | Alpine                         | A110                                                    |       |
| Première mondiale   | Artega                         | Scalo Superelletra                                      |       |
| Première mondiale   | Aston Martin                   | Vanquish S                                              |       |
| Première européenne | Aston Martin                   | Valkyrie Concept                                        |       |
| Première mondiale   | Audi                           | RS3 Sportback                                           |       |
| Première mondiale   | Audi                           | A5 Sportback g-tron                                     |       |
| Première mondiale   | Audi                           | RS5 Coupé                                               |       |
| Première mondiale   | Audi                           | RS5 DTM                                                 |       |
| Première mondiale   | Audi                           | SQ5 TFSI                                                |       |
| Première mondiale   | Audi                           | Q8 Concept                                              |       |
| Première mondiale   | Bentley                        | Continental Supersports                                 |       |
| Première mondiale   | Bentley                        | Bentayga Mulliner                                       |       |
| Première mondiale   | Bentley                        | EXP 12 Speed 6e Concept                                 |       |
| Première mondiale   | BMW                            | 430i Cabriolet                                          |       |
| Première mondiale   | BMW                            | 440i Coupé                                              |       |
| Première mondiale   | BMW                            | 440i Gran Coupé                                         |       |
| Première mondiale   | BMW                            | M4 Coupé LCI                                            |       |
| Première mondiale   | BMW                            | 520d Efficient Dynamics                                 |       |
| Première mondiale   | BMW                            | 520d Touring                                            |       |
| Première mondiale   | BMW                            | 530d xDrive Touring                                     |       |
| Première mondiale   | BMW                            | 540i xDrive Touring                                     |       |
| Première mondiale   | BMW                            | i8 Protonic Frozen black Edition                        |       |
| Première européenne | Cadillac                       | Escala Concept                                          |       |
| Première mondiale   | Catecar                        | Dragonfly                                               |       |
| Première mondiale   | Citroën                        | C-Aircross Concept                                      |       |
| Première mondiale   | Citroën                        | SpaceTourer 4x4 Ë Concept                               |       |
| Première mondiale   | Dacia                          | Logan II MCV Stepway restylée                           |       |
| Première européenne | David Brown Automotive (en)    | Speedback GT                                            |       |
| Première mondiale   | DMC                            | Lamborghini Huracán LP610                               |       |
| Première mondiale   | DMC                            | Mercedes-Benz C63 S Extrem                              |       |
| Première mondiale   | DS                             | 5 Prestige                                              |       |
| Première mondiale   | DS                             | 7 Crossback                                             |       |
| Première mondiale   | Eadon Green                    | Black Cuillin                                           |       |
| Première mondiale   | Ferrari                        | 812 Superfast                                           |       |
| Première mondiale   | Ford                           | Fiesta VII                                              |       |
| Première mondiale   | Ford                           | Fiesta VII ST                                           |       |
| Première européenne | Ford                           | GT 66 Heritage Edition                                  |       |
| Première mondiale   | Honda                          | Civic X Type R                                          |       |
| Première européenne | Honda                          | NeuV Concept                                            |       |
| Première mondiale   | Hyundai                        | i30 III Wagon                                           |       |
| Première mondiale   | Hyundai                        | FE Concept                                              |       |
| Première mondiale   | Infiniti                       | Q50                                                     |       |
| Première mondiale   | Infiniti                       | Projet Black S                                          |       |
| Première mondiale   | Italdesign                     | Pop.up                                                  |       |
| Première mondiale   | Italdesign Automobili Speciali | Zerouno                                                 |       |
| Première européenne | Jaguar                         | I-Pace Concept                                          |       |
| Première européenne | Jeep                           | Compass II                                              |       |
| Première mondiale   | Kahn Design (en)               | Vengeance Volante                                       |       |
| Première européenne | Kia                            | Picanto III                                             |       |
| Première européenne | Kia                            | Stinger                                                 |       |
| Première mondiale   | Koenigsegg                     | Agera RS Gryphon                                        |       |
| Première mondiale   | Koenigsegg                     | Regera                                                  |       |
| Première mondiale   | Lamborghini                    | Huracán Performante                                     |       |
| Première mondiale   | Land Rover                     | Range Rover Velar HSE                                   |       |
| Première mondiale   | Land Rover                     | Range Rover Velar First Edition                         |       |
| Première mondiale   | Lexus                          | LS500h                                                  |       |
| Première européenne | Lexus                          | RC F GT3                                                |       |
| Première européenne | Liberty Walk                   | Ferrari 488 LB Works                                    |       |
| Première européenne | Liberty Walk                   | McLaren 650 S LB Works                                  |       |
| Première mondiale   | Mansory                        | Gronoss 4x4²                                            |       |
| Première mondiale   | Mansory                        | Siracusa 4XX Spider                                     |       |
| Première mondiale   | Mansory                        | Individualization (Maserati Levante)                    |       |
| Première mondiale   | Mansory                        | Individualization (Mercedes-Benz Classe S VI Cabriolet) |       |
| Première mondiale   | Mansory                        | Individualization (Porsche Panamera)                    |       |
| Première européenne | Mansory                        | Individualization (Bentley Bentayga)                    |       |
| Première européenne | Mansory                        | Individualization (Rolls-Royce Dawn)                    |       |
| Première européenne | Mazda                          | CX-5 II                                                 |       |
| Première mondiale   | McLaren                        | McLaren 720S                                            |       |
| Première européenne | Mercedes-AMG                   | GLA 45 4Matic restylée                                  |       |
| Première mondiale   | Mercedes-AMG                   | E63 S 4Matic+ Break                                     |       |
| Première mondiale   | Mercedes-AMG                   | GT C Roadster                                           |       |
| Première mondiale   | Mercedes-AMG                   | GT Concept                                              |       |
| Première européenne | Mercedes-Benz                  | GLA 220 4Matic restylée                                 |       |
| Première mondiale   | Mercedes-Benz                  | Classe E V Cabriolet                                    |       |
| Première européenne | Mercedes-Benz                  | E300 Coupé                                              |       |
| Première mondiale   | Mercedes-Maybach               | G650 Landaulet                                          |       |
| Première mondiale   | Morgan                         | UK1909 EV3                                              |       |
| Première mondiale   | Mitsubishi                     | Eclipse Cross                                           |       |
| Première mondiale   | NanoFlowcell                   | Quant 48 Volt                                           |       |
| Première mondiale   | Nissan                         | Qashqai II restylée                                     |       |
| Première européenne | Nissan                         | BladeGlider Concept                                     |       |
| Première européenne | OKCU                           | Mercedes Benz Classe V VIP Edition                      |       |
| Première mondiale   | Opel                           | Crossland X                                             |       |
| Première européenne | Opel                           | Karl Rocks                                              |       |
| Première mondiale   | Opel                           | Insignia Grand Sport                                    |       |
| Première mondiale   | Opel                           | Insignia Sport Tourer                                   |       |
| Première mondiale   | Pagani                         | Huayra Roadster                                         |       |
| Première mondiale   | Peugeot                        | Partner II Tepee Electric                               |       |
| Première mondiale   | Peugeot                        | Instinct Concept                                        |       |
| Première mondiale   | Pininfarina                    | Fittipaldi EF7                                          |       |
| Première mondiale   | Pininfarina                    | H600                                                    |       |
| Première mondiale   | Porsche                        | 911 VII Carrera GTS                                     |       |
| Première mondiale   | Porsche                        | 911 VII Targa 4 GTS                                     |       |
| Première mondiale   | Porsche                        | 911 GT3                                                 |       |
| Première mondiale   | Porsche                        | Panamera 4S Diesel Sport Turismo                        |       |
| Première mondiale   | Porsche                        | Panamera Turbo S E-Hybrid                               |       |
| Première mondiale   | Porsche                        | Panamera Turbo Sport Turismo                            |       |
| Première mondiale   | Renault                        | Captur restylée                                         |       |
| Première mondiale   | Renault                        | ZOE E-Sport Concept                                     |       |
| Première européenne | Rinspeed                       | Oasis                                                   |       |
| Première mondiale   | Ruf                            | CTR 30 years anniversary                                |       |
| Première mondiale   | Sbarro                         | Arcad                                                   |       |
| Première mondiale   | Sbarro                         | Mojave                                                  |       |
| Première mondiale   | Sbarro                         | Pendo-Tracto                                            |       |
| Première mondiale   | Sbarro                         | Tracto-Sphère                                           |       |
| Première mondiale   | Scuderia Cameron Glickenhaus   | SCG003S                                                 |       |
| Première européenne | Scuderia Cameron Glickenhaus   | SCG003CS                                                |       |
| Première mondiale   | Seat                           | Ibiza V                                                 |       |
| Première mondiale   | Seat                           | León III ST Cupra restylée                              |       |
| Première mondiale   | Segula Technologies            | Hagora Pulse                                            |       |
| Première mondiale   | SIN Cars                       | Sin R1 550                                              |       |
| Première mondiale   | Škoda                          | Citigo restylée Monte Carlo                             |       |
| Première mondiale   | Škoda                          | Octavia III RS245 restylée                              |       |
| Première mondiale   | Škoda                          | Octavia III Scout restylée                              |       |
| Première mondiale   | Škoda                          | Kodiaq Scout                                            |       |
| Première mondiale   | Škoda                          | Kodiaq Sportline                                        |       |
| Première mondiale   | Smart                          | Fortwo Brabus Cabrio Edition #2                         |       |
| Première mondiale   | Smart                          | Fortwo Brabus Cabrio Ultimate 125                       |       |
| Première mondiale   | Smart                          | Forfour II Crosstown Edition                            |       |
| Première mondiale   | Spyker                         | C8 Preliator Spyder                                     |       |
| Première européenne | SsangYong                      | Korando III restylée                                    |       |
| Première mondiale   | SsangYong                      | XAVL Concept                                            |       |
| Première mondiale   | Subaru                         | XV AWD                                                  |       |
| Première européenne | Suzuki                         | Swift IV                                                |       |
| Première mondiale   | Tata                           | Nexon                                                   |       |
| Première mondiale   | Tata                           | Tigor                                                   |       |
| Première mondiale   | Tata                           | Racemo Concept                                          |       |
| Première mondiale   | TechArt                        | Porsche 718 Cayman S                                    |       |
| Première mondiale   | TechArt                        | GTstreet R Cabriolet (Porsche 911 Turbo S Cabriolet)    |       |
| Première mondiale   | TechArt                        | Grand GT (Porsche Panamera Turbo)                       |       |
| Première mondiale   | Techrules                      | Ren                                                     |       |
| Première mondiale   | TopCar                         | Mercedes-Benz GLE Coupé Inferno                         |       |
| Première mondiale   | TopCar                         | Porsche 991 Stinger GTR gen.2                           |       |
| Première mondiale   | TopCar                         | Porsche Panamera Stingray GTR gen.2                     |       |
| Première mondiale   | Toyota                         | Yaris III restylée                                      |       |
| Première mondiale   | Vanda Electrics                | Dendrobium Concept                                      |       |
| Première mondiale   | Volvo                          | Volvo XC60 II                                           |       |
| Première européenne | Volkswagen                     | Tiguan II Allspace                                      |       |
| Première mondiale   | Volkswagen                     | Arteon                                                  |       |
| Première européenne | Volkswagen                     | ID-Buzz Concept                                         |       |
| Première mondiale   | Zenvo                          | TS1 GT                                                  |       |

### Exposants
70 exposants de 20 pays pour la catégorie des voitures particulières et châssis complets de voitures particulières à 3 ou 4 roues et plus, voitures électriques et à propulsion alternative.
| - Abarth - Alfa Romeo - Alpine - Mercedes-AMG - Aston Martin - Audi - Bentley - BMW - BMW Alpina - Bugatti - Catecar SA - Chevrolet - Citroën - Dacia - David Brown Automotive (en) - Dodge - DS - E'mobile - Falken - Ferrari - Fiat - Ford - Gaznat SA - Gemballa | - Honda - Hyundai - Infiniti - Isuzu - Jaguar - Jeep - Kahn Design (en) - Kia - Koenigsegg - Lamborghini - Land Rover - Lexus - Maserati - Mazda - Mclaren - Mercedes-Benz - Mitsubishi - Monteverdi - Morgan - Nissan - Opel - Pagani - Peugeot - Pininfarina | - Porsche - NanoFlowcell - Radical Sportscars - Renault - Rimac Automobili - Rolls-Royce - Ruf - Scuderia Cameron Glickenhaus - Seat - Sin Cars - Škoda - Smart - Spyker Cars - Ssangyong - Subaru - Suzuki - Tata - Techrules - Toyota - Volkswagen - Volvo - Zenvo |